# Макан-баджамба

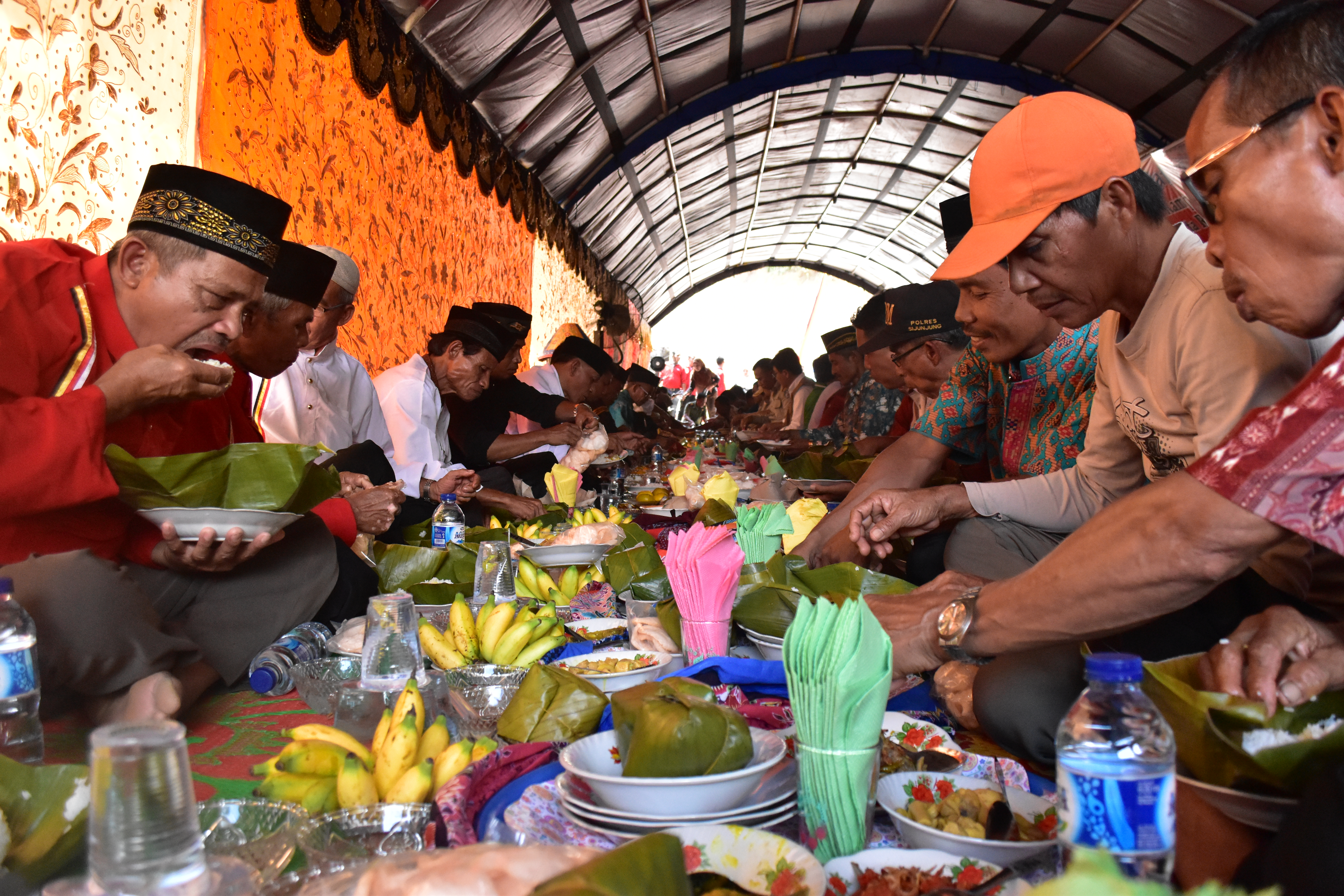
Макан-баджамба — традиційне застілля мінангкабау

Ма́кан-баджа́мба (індонез. makan bajamba — «спільна трапеза») — колективне застілля, прийняте у індонезійського народу мінангкабау з нагод свят та інших важливих суспільних подій. Проводиться відповідно до старовинних традицій місцевої культури харчування: страви паданзької кухні сервіруються на підлозі або на землі, столові прибори європейського зразка не використовуються — учасники трапези їдять руками.
Макан-баджамба бувають дуже багатолюдними — за участю сотень чи навіть тисяч гостей. Як правило, вони проводяться в якомусь громадському приміщенні або на свіжому повітрі. Для доставки частування до місця трапези збирається урочиста процесія, що складається з жінок, які несуть підноси з їжею на головах.

## Походження, поширення та етимологія назви

Ареал розселення народу мінангкабау на Суматрі

Виникнення звичаю макан-баджамба пов'язується з поширенням серед мінангкабау ісламу, яке почалося наприкінці VII століття: саме до цього періоду індонезійські історики відносять перші випадки подібних колективних трапез, що об'єднували прихильників нової релігії. Перехід в мусульманство всієї цієї народності, що населяє західні й центральні райони острова Суматра, зайняв кілька століть, внаслідок чого введення макан-баджамба в широкий побут відноситься до періоду пізнього середньовіччя.
До моменту проникнення на територію Індонезії європейських колонізаторів макан-баджамба вже була невід'ємною частиною суспільного життя мінангкабау, і вона досі залишається такою повною мірою. Спочатку подібні колективні застілля проводилися виключно з випадків ісламських свят, проте згодом приводи для них стали різноманітнішими. У XXI столітті макан-баджамба приурочують як до релігійних, так і до світських урочистостей, а також до різних суспільних, політичних, культурних та корпоративних заходів. Ба більше, ці трапези нерідко організують для туристів або почесних гостей.
Назву макан-баджамба зазвичай прийнято перекладати як спільна трапеза, проте її буквальне значення дещо складніше. Якщо слово «макан» (індонез. makan), дійсно, означає «їжа», «трапеза» — як мовою мінангкабау, так і індонезійською, то «баджамба» сформовано із двох слів минангкабау: «ба» — «разом» и «джа́мба», яким називається традиційне велике кругле блюдо, що використовується для підношення частування. Таким чином це словосполучення можна перекласти приблизно як «однокоритова їжа». Поряд з «макан-баджамба» колективні трапези мінангкабау іноді називаються «макан-барапак» — це словосполучення саме і означає «спільна трапеза»..

## Підготовка застілля

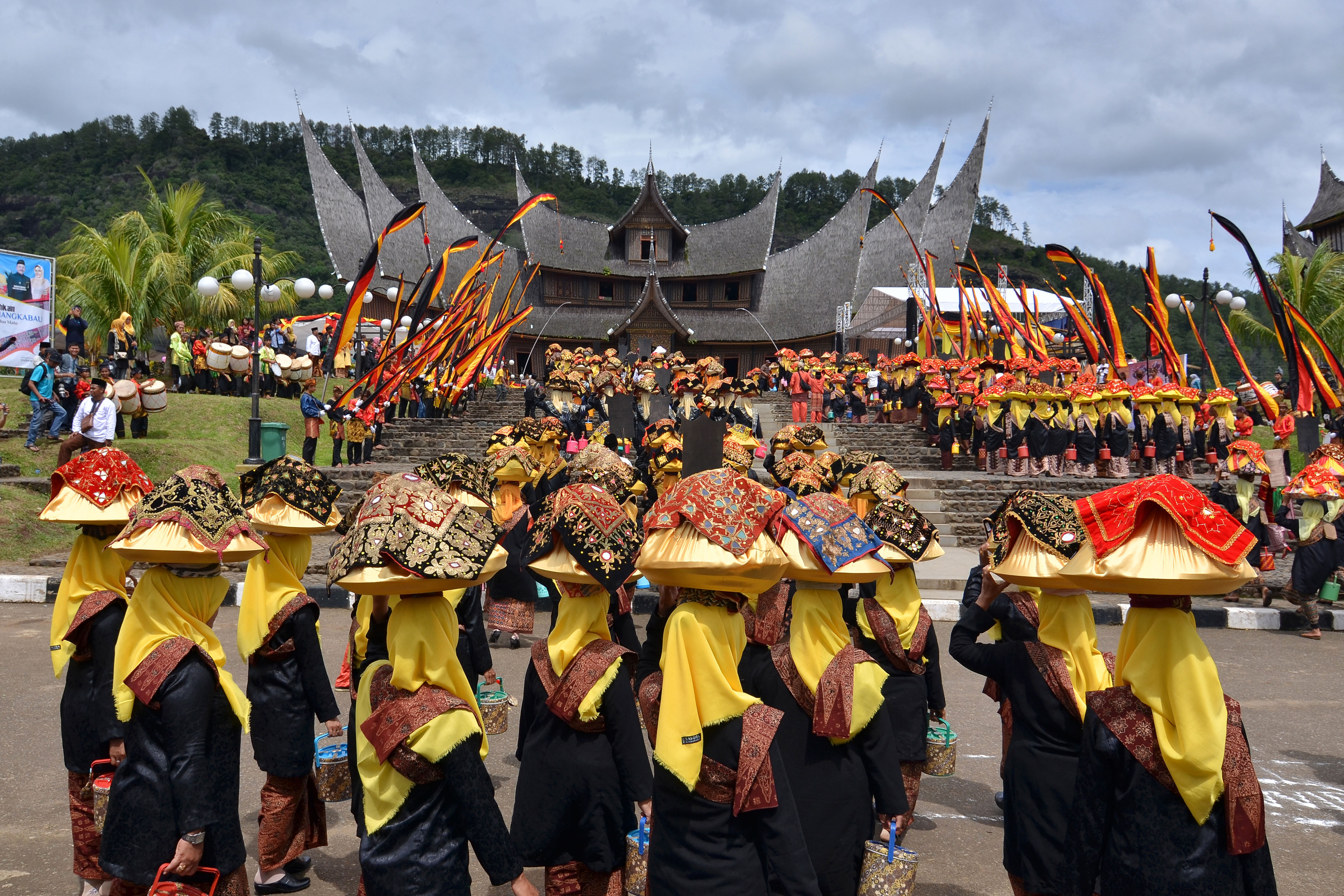
Процесії жінок, які несуть частування на макан-баджамба.

Макан-баджамба може проводитися в домашніх умовах, проте частіше такі колективні застілля влаштовують у якомусь громадському приміщенні, або на природі — зазвичай у спеціально встановлених для цього наметах або під навісами. Залежно від характеру заходу та особливостей його організації, частування можуть готуватися у складчину по будинках або замовлятися у закладах громадського харчування. У будь-якому випадку їх доставка до місця трапези сама по собі є вельми значущим громадським заходом, урочистою та видовищною прелюдією бенкету..
Для відправки страв на макан-баджамба збирається процесія, що складається з жінок різного віку, які вбираються в традиційні святкові шати. З тарілок з частуваннями формуються типові сети, що зазвичай складаються з 4-5 страв і неодмінно включають велику порцію вареного рису, які розставляють на джамбах — великих круглих посудинах з невисокими бортами, що являють собою щось середнє між блюдом і підносом. Іноді для розкладки страв усередині джамби використовуються не звичайні тарілки, а особливі посудини: центральною частиною таких сервізів служить кругла чаша для рису, навколо якої за принципом секторів розставляються трапецієподібні миски, зовнішній край яких утворює коло.

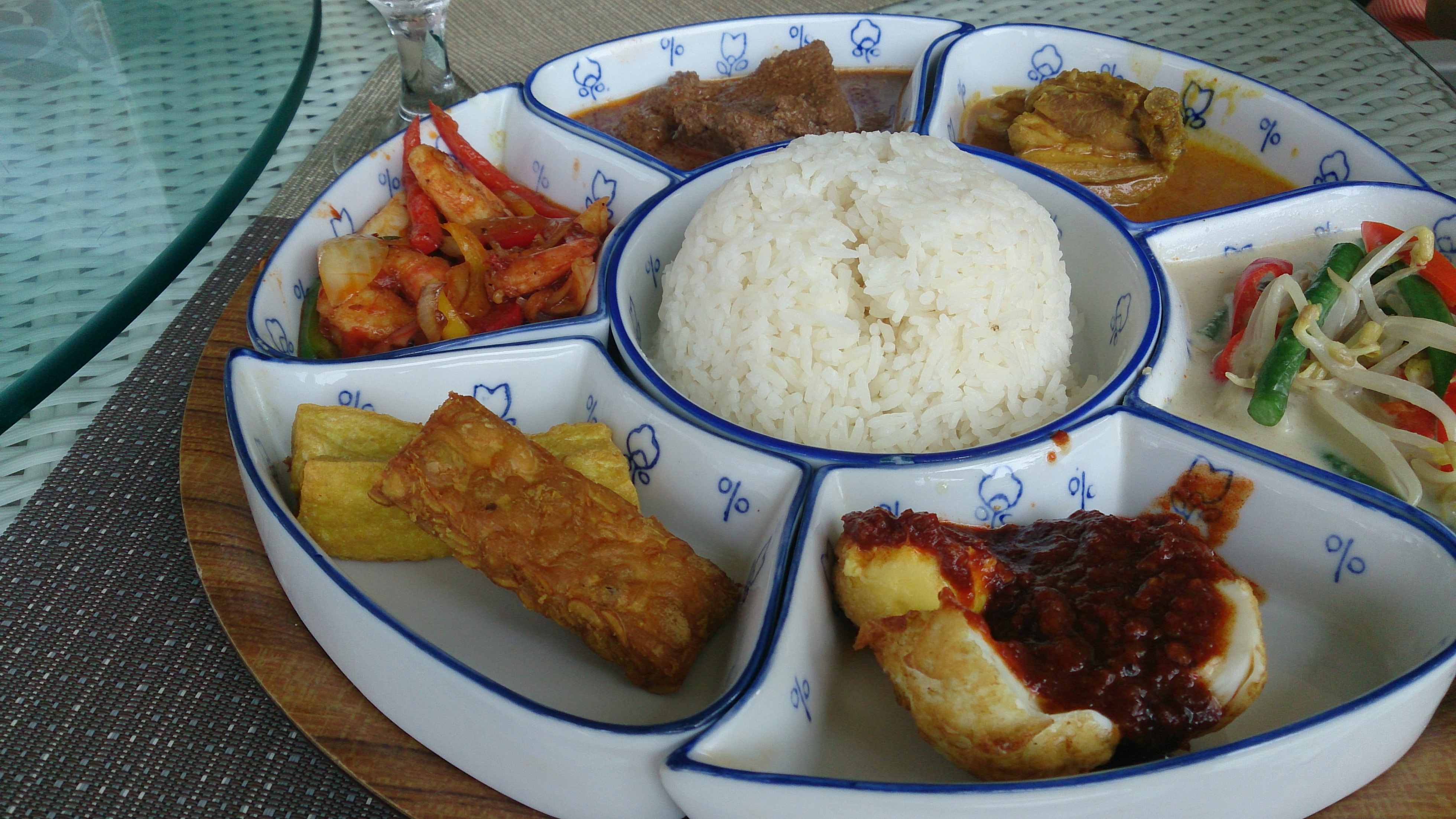
Для перенесення та сервірування страв іноді використовується такий посуд

Для макан-баджамбу не передбачено приготування якихось спеціальних страв. Пригощаннями на колективних застіллях служать класичні, традиційні страви національної кухні мінангкабау — паданзької кухні, в основному, різні види рендангів, гулаї і баладо. Вибір страв залежить від кулінарних традицій місцевості, де проводиться трапеза, а також матеріальних можливостей організаторів заходу. По-суті в кулінарному плані єдиною відмінністю макан-баджамба від звичайного обіду чи вечері є неодмінна наявність солодощів або фруктів. Алкогольні напої, як і за звичайними трапезами, не подаються ніколи: мінангкабау у величезній більшості є дуже ревними мусульманами і суворо дотримуються ісламських харчових заборон.
Набори страв, призначених для макан-баджамба, накривають пальмовим листям, а поверх них дуламаками (dulamak) — спеціальними прямокутними покривалами зі щільної тканини. Дуламаки традиційно бувають чорними або темно-червоними або поєднують у своєму забарвленні обидва ці кольори і розшиваються золотим шиттям. Поставивши накриті джамби з їжею на голови, жінки несуть їх до місця трапези. Довжина таких процесій залежить від кількості запрошених на частування: перед особливо великими гуляннями жінки можуть розтягуватися на сотні метрів або навіть на кілька кілометрів, і зазвичай приваблюють численних глядачів. Прибувши до призначеного місця, жінки сервірують їжу на килимах або скатертинах, які розстилають прямо на підлозі або на землі, або ж на спеціальному невисокому довгому настилі. Така традиція суворо зберігається незважаючи на те, що у звичайні дні значна частина сучасних мінангкабау — особливо в містах — приймає їжу за обідніми столами..

## Проведення застілля

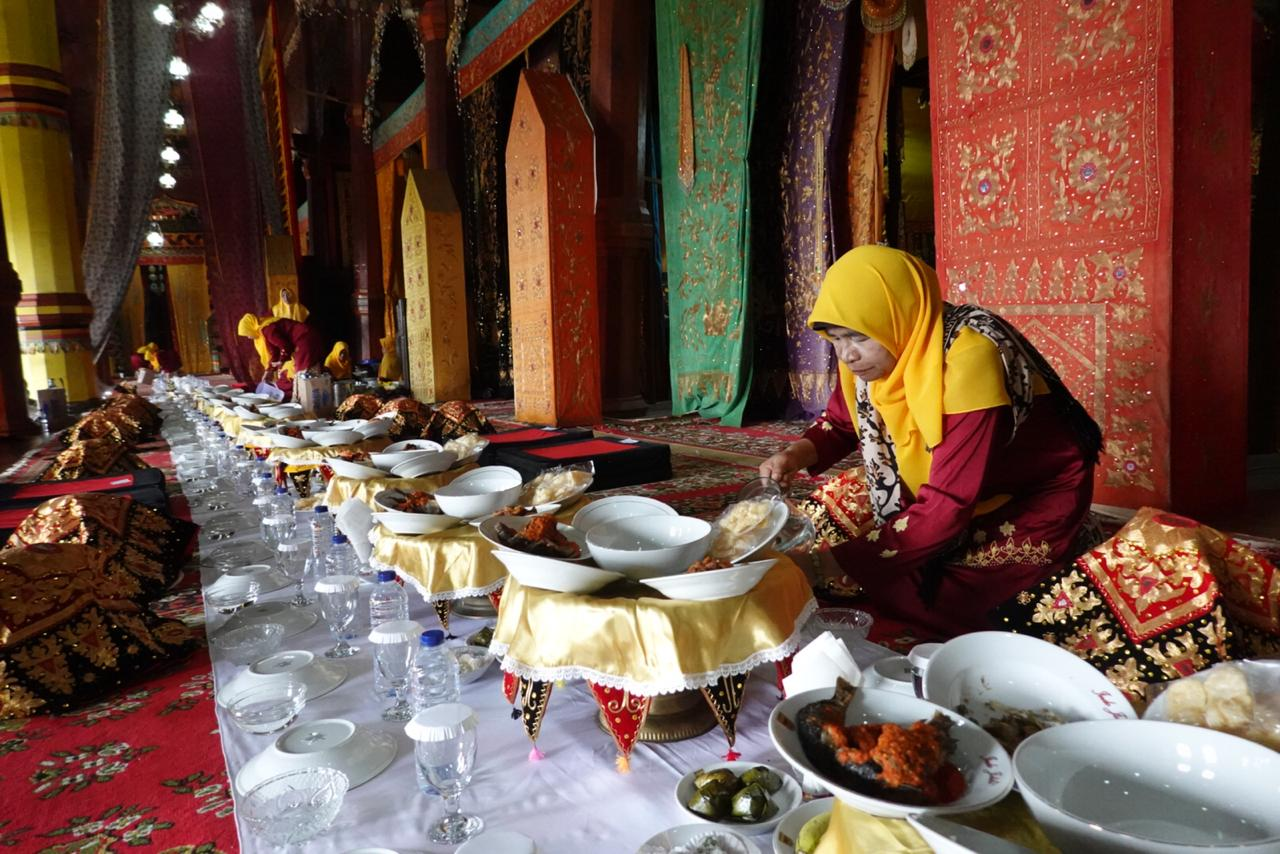
Сервірування макан-баджамба

Учасники застілля сідають безпосередньо на підлогу чи землю. На невеликих колективних трапезах вони можуть сидіти по периметру килима або скатертини, проте на будь-яких масштабних макан-баджамба запрошені розташовуються двома рядами один навпроти одного. У гуляннях зазвичай беруть участь як чоловіки, так і жінки, проте бувають і суто чоловічі або суто жіночі трапези. Представники різних статей сидять відповідно до традиційного етикету мінангкабау: чоловіки — «по-турецьки», схрестивши ноги, жінки — «по-японськи», опустившись на коліна. Перед кожною групою гостей подається однотипний набір частування, розрахований, як правило, на 6-8 осіб. Ці набори можуть виставлятися прямо в джамбах, в яких були принесені: якщо джамби мають високі підставки, вони фактично виконують роль міні-столиків, а дуламаки служать додатковими скатертинами. Однак нерідко тарілки переміщуються з джамб безпосередньо на скатертину чи килим.

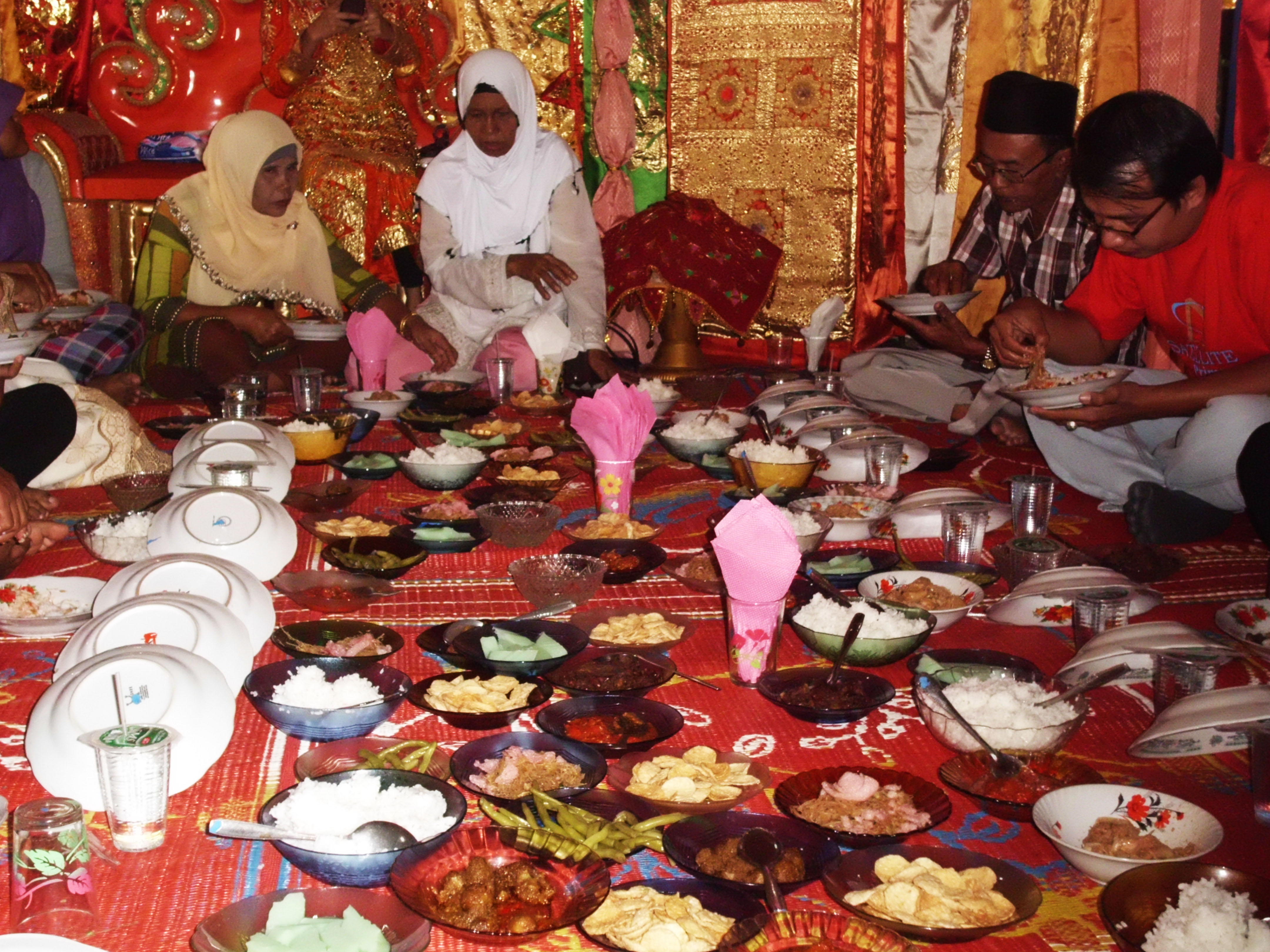
Макан баджамба. В селі

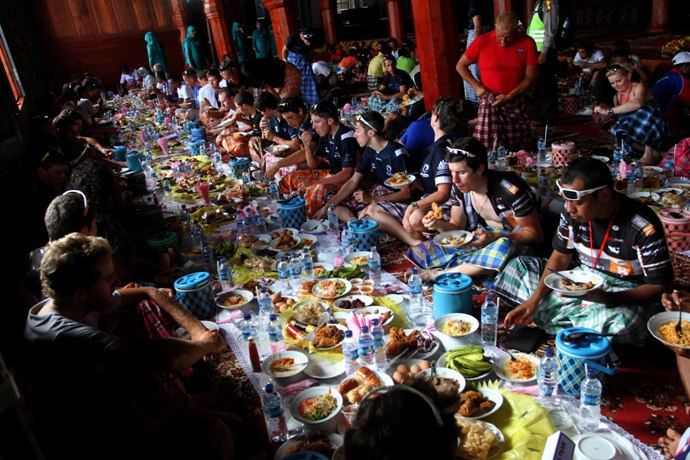
Макан баджамба. Організована для західних туристів у культурному центрі

Незважаючи на те, що за звичайними трапезами дуже багато мінангкабау користуються столовими приборами європейського зразка — ложкою і виделкою, в ході макан-баджамбу їсти прийнято тільки по-старому — руками. Крім того, на відміну від звичайних повсякденних трапез рис не розподіляється між гостями по тарілках — кожна група гостей бере його безпосередньо з великого блюда, що стоїть серед набору страв. Це вважається принциповою особливістю макан-баджамбу, покликаною служити головній меті такого застілля — єднанню учасників. Взагалі, соціальному аспекту макан-баджамба мінангкабау традиційно надають великого значення: в їхньому середовищі прийнято акцентувати на ту обставину, що такі застілля об'єднують людей незалежно від їхнього суспільного стану та достатку, зводячи їх разом за однаковим для всіх частуванням..
Важливим моментом, що передує початку трапези — чи то макан-баджамба з нагоди ісламського свята чи якоїсь світської урочистості чи суспільної події — є читання витягів з Корану. Їх можуть оголошувати як представники мусульманського духовенства, так і господарі застілля або найшанованіші гості. Після коранічних цитат нерідко звучать пантуни — короткі віршовані твори, дуже популярні серед мінангкабау. Крім того, застіллям, присвяченим радісним подіям, зазвичай передують виступи співаків, музикантів чи танцюристів..
Учасники макан-баджамба, сидячи довгими рядами, фактично розбиваються на групи, що поєднують по 3-4 пари візаві, на кожну з яких припадає єдиний типовий набір пригощань. У ході трапези зазвичай дотримуються правила обіднього етикету мінангкабау. Старші за віком учасники застілля першими куштують частування і першими користуються чашами для омивання рук — «кабоканами» (kabokan). Поганим тоном вважається змінювати чередування страв або забирати занадто велику порцію страви, що сподобалася. До кінця трапези всі частування потрібно з'їсти до денця: зворотнє може бути розцінено як прояв невдоволення або неповаги до організаторів застілля.
Макан-баджамба може бути дуже багатолюдною — особливо, якщо такий захід проводиться за підтримки місцевої влади. Так, в 2006 році адміністрацією Савахлунто в ознаменування 123-річчя заснування цього західносуматранського міста було організовано застілля, що зібрало 16332 осіб — більшу частину дорослих містян. Ця трапеза зафіксована Індонезійським музеєм світових рекордів як макан-баджамба з найбільшою кількістю учасників.